# Paratyphus
Als Paratyphus bezeichnet man ein durch Salmonellen ausgelöstes typhöses Krankheitsbild, bei dem der Erreger nicht Salmonella Typhi, sondern Salmonella Paratyphi ist.
Paratyphus ist eine generalisierte, zyklische Infektionserkrankung, die ohne weitere diagnostische Mittel nicht von Typhus zu unterscheiden ist, jedoch milder verlaufen kann. Es existieren drei Serovare: A, B und C, die sich genetisch unterscheiden. Paratyphi A und C kommen eher in wärmeren Klimazonen vor, während Paratyphus B weltweit verbreitet ist.
Paratyphus-Erreger sind gramnegative, nicht-sporenbildende, bewegliche Stäbchenbakterien, die 1900/1901 von Hugo Schottmüller (Salmonella Paratyphi A) entdeckt wurden, womit der Paratyphus als neues Krankheitsbild abgegrenzt war. Von 1990 bis 2017 erkrankten in schwankender Häufigkeit weltweit jährlich zwischen 14,3 und 25,9 Millionen Menschen an Typhus bzw. Paratyphus, 128.000 bis 161.000 von ihnen starben daran, besonders viele in tropischen Ländern.
Epidemiologisch werden Typhus und Paratyphus international als „enteric fever“ erfasst. Dies ergibt sich aus der Art und Schwere der Erkrankungen, die von Typhus und Paratyphus ausgelöst werden. Die gemeinsame Benennung erschwert die Abgrenzung der Inzidenz von Paratyphus- zu Typhus-Erkrankungen, ist jedoch aus praktischer Sicht verständlich. Gewöhnlich (ohne Vorliegen eines Verdachts auf besondere Resistenzen) wird mit Fluorchinolonen (hauptsächlich Ciprofloxacin) behandelt, außer bei einem Verdacht auf besondere Resistenzen; für das behandelnde medizinische Personal hat eine Differenzierung zunächst keine weitere Konsequenz.
Für China wurde 2014 eine Inzidenz von Paratyphus A mit 150 Fällen pro 100.000 Einwohner und Jahr angegeben, während in Deutschland im Jahr 2015 nur 36 Fälle von Paratyphus pro ca. 80 Millionen Menschen gezählt wurden und überwiegend bei Reiserückkehrern vom indischen Subkontinent auftraten. Laut ECDC (Europäisches Zentrum für Prävention und Kontrolle von Krankheiten) entfielen im Jahr 2015 etwa 42 % der nach Europa eingeführten Fälle des enterischen Fiebers auf Salmonella Paratyphi. Möglicherweise verschiebt sich derzeit dieses Verhältnis von Typhus zu Paratyphus, zumindest in manchen Ländern. Beispielsweise finden sich für Thailand und das Jahr 2018 sinkende Typhusfallzahlen bei numerisch stagnierenden Paratyphusfällen. Weltweit werden derzeit jährlich etwa 5,5 Millionen Neuerkrankungen gezählt. In Mitteleuropa sind Paratyphus-Fälle selten geworden, Erkrankte sind in der Regel Reiserückkehrer aus LMIC (low and middle income countries) insbesondere vom indischen Subkontinent.
Von Salmonella Paratyphi B existiert eine Variante, die ausschließlich enteritische (eine Darmentzündung auslösende), also nicht systemische Krankheitsverläufe verursacht. Entsprechend dem Nachweisverfahren wird die ursprünglich nach der Region ihres Vorkommens als „Salmonella Java“ benannte Variante als „d-tartrat-positive“ Variante bezeichnet.

## Systematik und Nomenklatur
Die Salmonellen wurden im 19. Jahrhundert entdeckt und im Jahr 1900 nach Daniel Elmer Salmon benannt. Seither hat es eine Vielzahl von weiteren Erkenntnissen und dementsprechend Veränderungen gegeben, die zum heutigen System der Nomenklatur geführt haben. Salmonellen gehören zur Familie der Enterobacteriaceae (sogenannte gramnegative Darmbakterien) und weisen nur zwei Spezies auf: Salmonella bongori und Salmonella enterica. Salmonellen der Spezies Salmonella enterica werden nach aktuellem Stand in sechs Gruppen zusammengefasst (siehe Salmonellen). Humanmedizinisch relevant sind hauptsächlich Vertreter der Subspezies (abgekürzt ssp.) von Gruppe I.
Das heißt für die Praxis, dass es sich, wenn die Diagnose Paratyphus korrekt gestellt wird, um Salmonella enterica ssp. enterica handelt (Gattung und Spezies werden regulär kursiv dargestellt) und ein sogenanntes Serovar identifiziert wurde, welches Paratyphus A, B oder C zugeordnet werden kann. Serovare (man kennt inzwischen über 2.600) werden, anders als Spezies oder Subspezies, großgeschrieben. Der Einfachheit halber wird in der Benennung üblicherweise einiges weggelassen. Im Falle von Paratyphus B gestaltet sich die Benennung folgendermaßen: Salmonella Paratyphus B statt Salmonella enterica ssp. enterica Serovar Paratyphus B.

## Infektionsweg
Während für Typhus einzig der Mensch als Reservoir beschrieben wird, wird für Paratyphus gelegentlich von einem zoonotischen Reservoir berichtet; Ansteckungen erfolgen dann über Reptilien oder Geflügel. In der Regel jedoch ist der Mensch als Erkrankter, Rekonvaleszenter oder Ausscheider der Ausgangspunkt neuer Erkrankungen. Diese werden durch die Aufnahme verunreinigter Nahrungsmittel oder Trinkwasser hervorgerufen, aber auch durch Schmierinfektionen. Paratyphussalmonellen werden von Erkrankten mit dem Stuhl ausgeschieden. Die Inkubationszeit beträgt in der Regel etwa 10 Tage, kann sich jedoch je nach aufgenommener Infektionsdosis und Abwehrlage des Erkrankten von wenigen Tagen bis auf mehr als zwei Monate erstrecken. Die Paratyphus-Erreger erreichen nach der oralen Aufnahme den Magen, wo im Allgemeinen die meisten Krankheitserreger durch die Magensäure abgetötet werden.
Bei Einnahme von Medikamenten zur Erhöhung des normalerweise sehr niedrigen pH-Werts im Magen (etwa Protonenpumpeninhibitoren zum Schutz bei Einnahme von zum Beispiel Schmerzmitteln oder alkalischen „Säureblockern“ wie Natron gegen Sodbrennen) reichen kleinere Infektionsdosen, damit Erreger in infektionswirksamer Menge bis in den Dünndarm gelangen, weil sie die Magenpassage überleben. Im Dünndarm befallen sie M-Zellen, davon ausgehend die Peyer-Plaques des Lymphsystems, infizieren dort Makrophagen und finden Eingang in die Blutbahn. Anschließend erfolgt die systemische Ausbreitung (Generalisationsstadium), während deren die Körpertemperatur bis zu einem Plateau von bis zu über 40 °C ansteigen kann. Die Krankheit kann über mehrere Wochen andauern und komplikativ verlaufen.  Bei frühzeitigem Therapiebeginn sterben weniger als 1 % der Patienten, 1–4 % werden zu Dauerausscheidern.

## Symptome
Krankheitsverläufe und Symptomatik sind variabel und entsprechen dem von Typhus:
- Mattigkeit, Kopfschmerzen, eingetrübtes Bewusstsein
- rosafarbene Hauterscheinungen am Ende der ersten Krankheitswoche: Roseolen (bakterielle Embolien) besonders am Rumpf
- treppenförmiger Fieberanstieg
- Obstipation (Verstopfung)
- Diarrhoe (Durchfall) ist in der zweiten bzw. dritten Krankheitswoche möglich[21]
- mögliche Komplikationen: Milzschwellung, Darmperforation (Entstehen von Löchern oder Rissen der Darmwand), Abszesse, Osteomyelitis (Knochenmarkentzündung), Meningitis (Hirnhautentzündung)
- nach Überschreiten des Erkrankungsgipfels schrittweises Absinken des Fiebers mit unter Umständen langwieriger Rekonvaleszenz

## Diagnose
Bei Paratyphus wie Typhus finden sich eine Verminderung weißer Blutkörperchen (Leukopenie), insbesondere der eosinophilen Granulozyten (Eosinopenie bis Aneosinophilie) sowie weitere unspezifische Veränderungen des Blutbilds und der Entzündungsparameter. Da die Symptome bei beiden Erkrankungsformen ähnlich und unspezifisch sind (also auch bei anderen Erkrankungen auftreten), muss die Diagnosesicherung durch einen direkten Erregernachweis erfolgen, zum Beispiel aus Blut, Knochenmark, Harn, Stuhl oder Duodenalsekret. Die höchste Signifikanz hat der Nachweis aus dem Knochenmark. Da eine Knochenmarkaspiration, also die Gewinnung von Zellen aus dem Knochenmark, ein recht invasives Verfahren ist, erfolgt die Kultivierung (Anzucht und Vermehrung um einen Nachweis führen zu können) der Erreger meist anhand des Blutes (Blutkultur). Erst ab dem Ende der zweiten Krankheitswoche ist eine Stuhlkultur (Anzucht aus Stuhl) sinnvoll, da sich zuvor keine relevanter Anzahl von Erregern im Darm befindet. Antikörpernachweise (indirekte Nachweise) haben in der Erstdiagnostik keine Relevanz, unter anderem deshalb, weil sie erst nach Wochen positive Ergebnisse liefern können, also zu einem Zeitpunkt, zu dem sich die meisten Betroffenen bereits in der Heilungsphase befinden. Als Bestätigungstests gelten direkte Nachweisverfahren mittels PCR oder LAMP (Loop-mediated isothermal amplification). Gelegentlich können Paratyphussalmonellen auch im Urin nachgewiesen werden.

## Therapie und Prävention
Entscheidet man sich für eine antibakterielle Therapie, ist die Gabe von Antibiotika über einen Zeitraum von mindestens zwei Wochen erforderlich. Im Jahr 1947 war das gegen Typhus- und Paratyphus-B-Erreger hochwirksame Chloramphenicol isoliert worden. Das Mittel der Wahl war bis vor kurzem ohne jede Einschränkung Ciprofloxacin, was sich jedoch durch die gegenwärtige (Stand 2018) weltweite Zunahme von Resistenzen, insbesondere in Pakistan und in Indien, ändern könnte. Alternativ kann beispielsweise Ceftriaxon angewendet werden. Zur Kontrolle des therapeutischen Erfolgs kann der Stuhl des Patienten auf die Kultivierbarkeit von Salmonella Paratyphi untersucht werden, was ohnehin sinnvoll ist, da sich so auch klären lässt, ob Dauerausscheidung vorliegt. Da sich 1–4 % der Betroffenen zu Dauerausscheidern entwickeln, kann auch hier der Versuch einer antibiotischen Sanierung mittels einer zwei- bis vierwöchigen Therapie erfolgreich sein. Oft ist jedoch die Entfernung der Gallenblase indiziert, da sich die Paratyphusbakterien dort ansiedeln können, ohne dass Krankheitssymptome bemerkt werden. Für die Zeit der Dauerausscheidung besteht ein Beschäftigungsverbot nach § 42 IfSG.
Ein zugelassener Impfstoff existiert nicht. In der Fachliteratur finden sich vieldiskutierte Hinweise auf eine Kreuzimmunität der oralen Vakzine gegen manche Salmonella Paratyphi-Stämme.

## Melde-, Anzeige- und Benachrichtigungspflicht
Paratyphus muss in Deutschland nach § 6 Infektionsschutzgesetz (IfSG) bei Verdacht, Erkrankung oder Tod dem zuständigen Gesundheitsamt gemeldet werden. Namentlich meldepflichtig sind hinsichtlich der Erkrankung die feststellenden Ärzte usw. (§ 8 IfSG). Inwieweit die aus der Corona-Pandemie resultierenden Beschränkungen der Reisetätigkeit die Inzidenz beeinflusst haben, muss noch abgeschätzt werden. Das Robert Koch-Institut gibt für die vergangenen Jahre in Deutschland die folgenden Fallzahlen an:
| Jahr | Fallzahl Paratyphus in Deutschland | Fallzahl Typhus in Deutschland |
| ---- | ---------------------------------- | ------------------------------ |
| 2017 | 44                                 | 78                             |
| 2018 | 30                                 | 58                             |
| 2019 | 36                                 | 86                             |
| 2020 | 10                                 | 26                             |
| 2021 | 10                                 | 18                             |
| 2022 | 26                                 | 46                             |
| 2023 | 38                                 | 79                             |
| 2024 | 52                                 | 74                             |

Erkrankte und bis zu einer Genehmigung auch Ausscheider unterliegen in Deutschland Aufenthaltsverboten in Gemeinschaftseinrichtungen; das leitende Personal von Gemeinschaftseinrichtungen ist zur Benachrichtigung des zuständigen Gesundheitsamts verpflichtet (siehe § 34 Absätze 1, 3 und 4 IfSG).
In Österreich sind Verdachts-, Erkrankungs- und Todesfälle gemäß § 1 Epidemiegesetz 1950 anzeigepflichtig. Ausscheider sind dort nach § 2 Absatz 2 Epidemiegesetz 1950 der Bezirksverwaltungsbehörde  (Gesundheitsamt) zu bekanntzugeben. Verpflichtet sind unter anderen Ärzte und Labore (§ 3 Epidemiegesetz 1950).
In der Schweiz bestehen für Ärzte, Spitäler usw. umfangreiche Meldepflichten nach einem Labornachweis. Dies ergibt sich aus dem Epidemiengesetz (EpG) in Verbindung mit der Epidemienverordnung und Anhang 1 der Verordnung des EDI über die Meldung von Beobachtungen übertragbarer Krankheiten des Menschen.